# Honda (uzel)

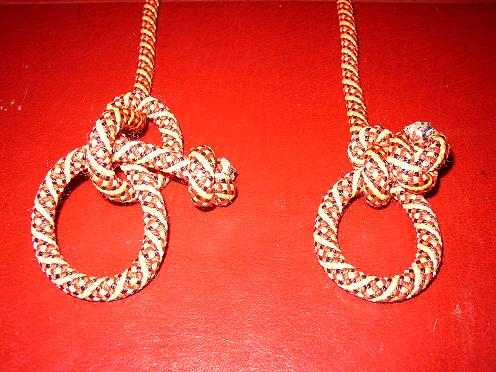
uzel honda	ABoK #227, #1024, #1127

Honda uzel též lariatová smyčka, je uzel, především dříve často používaný k vytvoření pevného oka pro smyčku lasa. Vychází z tětivové smyčky (ABOK #151), ale přidává koncové očko pro zajištění, hlavně z důvodu snadného uvolnění a opětného vytvoření oka.
Má i mnohá další využití. Existuje v několika chirálních variantách a jeho funkce závisí na správném urovnání a dostatečném utažení, ale podstatně méně než u tětivové smyčky.